# Saguía el Hamra (río)

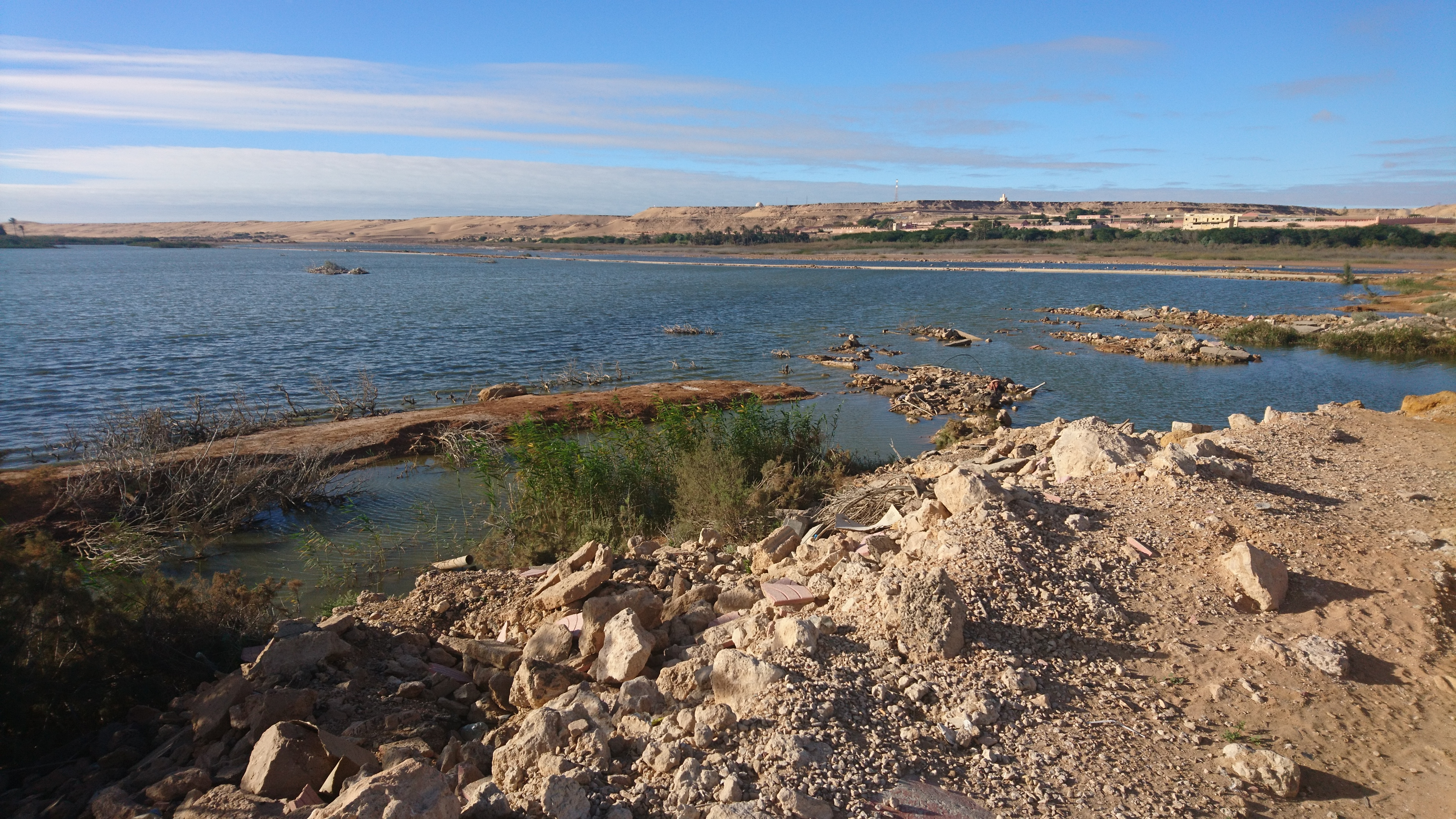

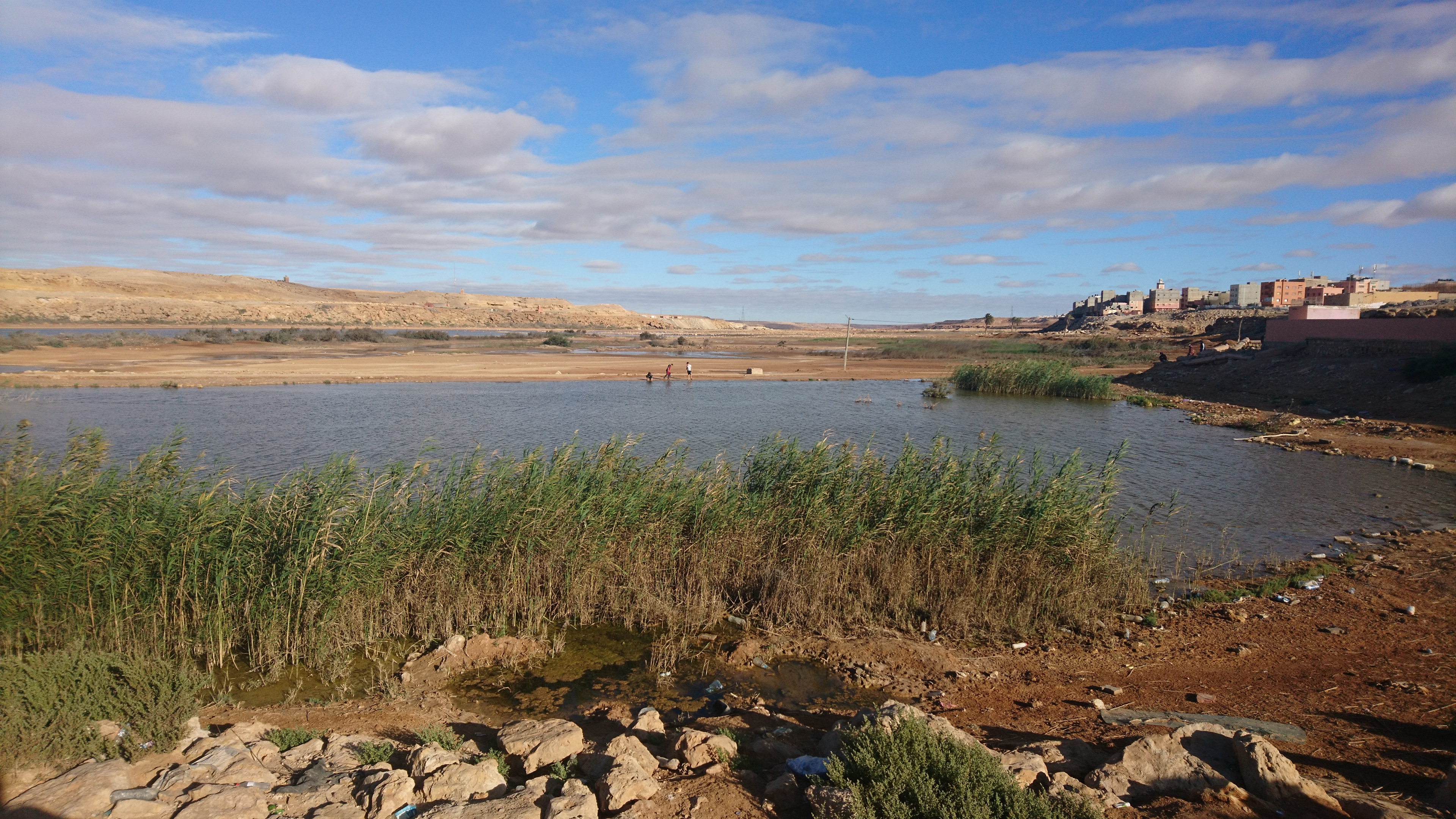

El Río Saguía el Hamra (en árabe: الساقية الحمراء‎) (en español: la "Acequia Roja" o la "Sangradera Roja") es un wadi y río intermitente que se encuentra en el noreste del territorio disputado del Sahara Occidental, que Marruecos reclama como propio y que está a unos 30 kilómetros al sureste de El Farsia. El río continúa hacia el oeste, pasando cerca de Hausa y Esmara antes de unirse con el intermitente Oued el Khatt justo al sur de El Aaiún en la costa atlántica. El río da su nombre a la región de Saguía el Hambra.